# Alejo Vidal-Quadras

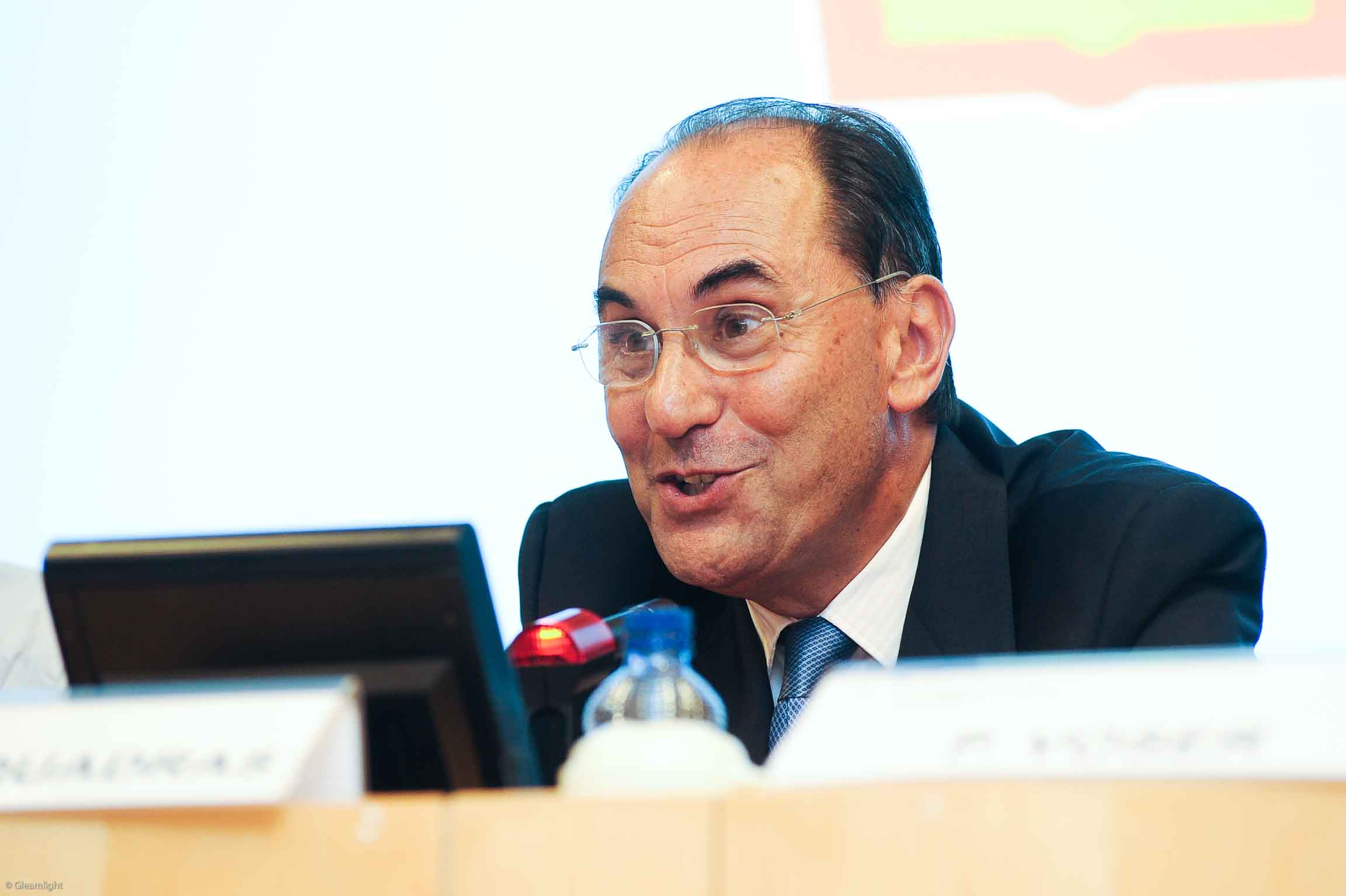
Alejo Vidal-Quadras Rocha (2011).

Alejo Vidal-Quadras Rocha (Barcelona, 20 de maio de 1945) é um físico e político espanhol. Foi presidente do Partido Popular da Catalunha desde dezembro de 1991 até setembro de 1996. Foi vice-presidente do Parlamento Europeu de 1999 até 2014, ano em que perdeu a condição de eurodeputado que ostentava desde junho de 1999.

## Eurodeputado (1999-2014)
Depois da sua saída obrigada do contexto político catalão, foi re-alocado pelo partido como eurodeputado, cargo que deteve entre 1999 e 2014. Nas eleições para o Parlamento Europeu de 2009 figurou no quarto lugar da lista do Pg. Foi vice-presidente do Parlamento Europeu entre 1999 e 2014.
Em maio de 2009, o Partido dos Socialistas de Catalunha incluiu num cartaz de propaganda das eleições ao Parlamento Europeu de 2009 a ligação da página web correspondente ao artigo dedicado à sua pessoa na Wikipédia em espanhol. Nodito cartaz aparecia como única mensagem o texto «http://es.wikipedia.org/wiki/alejo_vidal-quadras» sobre fundo vermelho. Este facto converteu-se em notícia nacional.

## Entrada no Vox (2014-2015)
A 27 de janeiro de 2014 anunciou sua saída do Partido Popular (PP), depois de 30 anos de afiliação, e a sua incorporação no novo partido político Vox, argumentando a falta de democracia interna no PP e o seu desacordo com as políticas do Governo de Mariano Rajoy em relação com o fim de ETA, ao independentismo catalão, à política impositiva e à falta de separação de poderes. Em março desse mesmo ano foi eleito presidente provisório do Vox, partido pelo qual foi cabeça de lista nas eleições europeias de 25 de maio, sem obter representação. Em junho desse mesmo ano anunciou a sua renúncia à reeleição como presidente do Vox. Depois de abandonar toda a participação nas actividades internas, comunicou a sua saída em fevereiro de 2015.

## Tentativa de assassinato
Em 9 de novembro de 2023, o político foi baleado no rosto em uma rua de um bairro nobre de Madri após ser atingido por um homem que estava em uma moto.

## Outras actividades
É membro do lobby European Friends of Israel.
É um dos contactos em Espanha da Organização dos Mujahidines do Povo de Irão.

## Obras sobre política
- Cuestión de fondo (Editorial Montesinos, 1993).
- ¿Qué es la derecha? (Editorial Destino, 1997).
- En el fragor del bien y del mal (Espasa Calpe, 1997).
- Amarás a tu tribu (Editorial Planeta, 1998).
- La Constitución traicionada (Editorial Libros Libres, 2006).
- Ahora, cambio de rumbo (Editorial Planeta, 2012).